# Josephine Cochrane
Josephine Cochrane (n. 1839 la Ashtabula, Ohio - d. 1913 la Chicago) a fost o femeie din SUA, cunoscută pentru că a creat (în 1887) prima mașină de spălat vase.
A susținut că a realizat aceasta pentru ca servitorii să nu-i mai distrugă porțelanurile.